# Pies na wagę diamentów
Pies na wagę diamentów (Diamond Dog Caper, dystrybuowany również jako Dog Gone) – amerykański film familijny z 2008 roku w reżyserii Marka Stouffera. 

## Opis fabuły
Owen to dwunastoletni chłopiec mieszkający w małym miasteczku na amerykańskiej prowincji. Jest wynalazcą-amatorem, który ma wiele ciekawych pomysłów, ale jest nieustannie prześladowany przez rówieśników. Owen bardzo kocha zwierzęta i wciąż rozpacza po stracie ukochanej suki, jednak ze względu na uczulenie swojej siostry, nie może mieć nowego czworonoga. Pewnego dnia przypadkiem spotyka złodziei, którzy poprzedniego dnia zrabowali w Los Angeles diamenty warte 5 milionów dolarów, a następnie ukryli je w ciele sympatycznego psa. Obroża, którą kupił złodziej była ze sztucznych diamentów i ozdobą suczki. Z jego pomocą źle traktowany pies ucieka od swych prześladowców. Bandyci rzucają się w pościg za chłopcem i psem.

## Obsada
- Luke Benward jako Owen
- French Stewart jako Blackie
- Kevin Farley jako Bud
- Kelly Perine jako Arty
- Brittany Curran jako Lilly
- John Farley jako Tata
- Kenda Benward jako Mama

i inni

## Produkcja i dystrybucja
Całość zdjęć zrealizowano na terenie stanu Waszyngton. Producentami filmu były firmy North by Northwest Entertainment oraz - powołana do życia specjalnie dla tej produkcji - Diamond Dog. Film nie był dystrybuowany w amerykańskich kinach (choć pokazywano go na dwóch festiwalach filmowych), lecz od razu trafił do sprzedaży na DVD. W Polsce został po raz pierwszy zaprezentowany na antenie telewizji HBO.